# ونتسا (النقور)
ونتسا (النقور) (به پرتغالی: Ventosa (Alenquer)) یک سکونتگاه مسکونی در پرتغال است که در شهر النکویر، پرتقال واقع شده‌است.

## خصوصیات
ونتسا ۲۱٫۱ کیلومترمربع مساحت و ۲٬۲۱۷ نفر جمعیت دارد.